# Mühlenbarbek
Mühlenbarbek er en by og kommune i det nordlige Tyskland, beliggende i Amt Kellinghusen i den nordøstlige del af Kreis Steinburg. Kreis Steinburg ligger i sydvestlige del af delstaten Slesvig-Holsten.

## Geografi
Mühlenbarbek ligger 3 km vest for Kellinghusen og 10 km øst for Itzehoe ved Bundesstraße B206 fra Itzehoe mod Bad Bramstedt. Gennem kommunens område løber Mühlenbarbeker Au. Fra 1889 til 1975 havde Mühlenbarbek station ved jernbanen mellem Wrist og Itzehoe.